# نادي النيل (الحصاحيصا)
نادي النيل الرياضي المعروف أيضا تحت اسم النيل الحصاحيصا هو نادي كرة قدم سوداني وهو نادي أساسي في السودان وقد تأسس سنة 1957 م.
يعتبر من أعرق الأندية في مدينة الحصاحيصا (وسط السودان) وقد نجح باقتدار في البقاء ضمن أندية الدوري الممتاز لموسم 2008 محتلا المركز الخامس في الترتيب العام للمسايقة.
وقد قدّم للسودان أحد المواهب الكروية النادرة هو اللاعب هاشم تيه كرتون الشهير بلقب (كندورة) وقد حقق مع نادي الهلال العديد من الإنجازات علي الصعيد المحلي ووصل مع الهلال الي نهائي بطولة الأندية الأفريقية (الأبطال) مرتين عامي 1986 و 1990 .
انظر ايضا 
- نجم الدين حسن